# Kilincsmű

Kilincsmű: kilincs (a) kilincskerék (b). A kerék csak egy irányba tud elfordulni

A kilincsmű (köznapi neve racsni a német Ratsche ’kereplő’ szóból) egy egyszerű mechanizmus, mely lehetővé teszi egy tengely szabad forgását az egyik irányban, de megakadályozza a másik irányban.

## Működése
A kilincsmű egy egyirányba hajló fogazattal rendelkező kerékből vagy fogaslécből áll és egy tengely körül elforduló kilincsből áll, mely úgy van kialakítva, hogy éppen beleilljen a kilincskerék fogárkába. Ezt a kilincset egyszerűbb esetben saját súlya, igényesebb kialakítás esetén rugó kényszeríti a fogárokba. Egyik irányba a kerék nem tud elfordulni, mert a kilincs megakadályozza. A másik irányba azonban a kilincskerék szabadon elfordulhat, mert az aszimmetrikus fog enyhén lejtős oldala kiemeli a kilincset a fogárokból. A fog végén a kilincset saját súlya vagy a rugó ismét behúzza következő fogárokba, ami gyors forgatásnál gyakran jól hallható kereplő hangot ad, erről könnyen felismerhető még a zártan szerelt kilincsmű is.
A fentiekből következik, hogy ha a tengely forgatását "szabad" irányban éppen egy fog hegyén hagyják abba, és a hajtó nyomaték megszűnik, a kilincsmű egy fogosztásnyit visszafelé is enged forogni. Ennek kiküszöbölésére időnként a súrlódási önzárás elvén működő szabadonfutót is beépítenek a szerkezetbe.
Olyan esetben, ha a tengely nagy nyomatékot visz át és nemcsak kinematikai feladata van, általában két kilincset alkalmaznak egymástól 180°-ra. Ennek az az oka, hogy ha teher alatt kell a kilincskereket megállítani, akkor jelentős járulékos erő terhelheti a tengelyt. Két kilincs alkalmazásával az ébredő erők kiegyenlítik egymást. Nyomásra igénybevett kilincs helyett húzott horgot is lehet alkalmazni. A kilincskerék lehet belső, illetve külső fogazású is.

## Fordított működés

Racsnis szabadonfutó

Az előbbiekben a kilincs a passzív kinematikai elem szerepét töltötte be, de a működés meg is fordítható: a kilincset egy másik mechanizmus (inga, forgattyús vagy kulisszás mechanizmus, hidraulikus munkahenger) mozgatja: a kilincskereket egy osztásnyit elforgatja, vagy lehetővé teszi, hogy a kilincskerék egy osztásnyit elforduljon. Ez utóbbi esetben gátszerkezetről van szó, a hagyományos ingaórák ezt a megoldást használják.

## Felhasználása
Kilincsműveket gyakran használnak többek között csörlőknél, emelőgépeknél, daruknál, kerékpároknál, hajtóművekben, csavarkulcsoknál, szerszámgépekben, mechanikus órákban, dugattyús motorok kézi berántó szerkezeteinél. A középkorban használt számszeríjak felhúzó szerkezete szintén tartalmazott kilincsművet.

## Lásd még
- Szabadonfutó

## Külső hivatkozások
- Kilincsművek elvi rajza
- Gyalugépek[halott link]